# Zaine (basquetebolista)
Ilisaine Karen David, mais conhecida como Zaine (Jundiaí, 17 de dezembro de 1977) é uma jogadora brasileira de basquetebol.
Sua primeira convocação para a Seleção Brasileira de Basquetebol Feminino ocorreu em 1999, que culminou com um quarto lugar nos Jogos Pan-americanos de Winnipeg, no mesmo ano. Conquistou a medalha de bronze nas Olimpíadas de Sydney, em 2000.

## Clubes
- Sundown/Blue Life (SP)
- Uniban/São Bernardo (SP)
- Santa Maria/São Caetano (SP)
- BCN/Osasco (SP)
- Quaker/Jundiaí (SP)
- CUS Chieti